# Sébastien Sorrel
Sébastien Sorrel (1985) è un ex sciatore alpino francese.

## Biografia
Originario di Granier e attivo in gare FIS dal dicembre del 2000, in Coppa Europa Sorrel esordì il 6 dicembre 2004 a Valloire in slalom gigante (42º), ottenne il miglior piazzamento il 17 febbraio 2008 a Garmisch-Partenkirchen in slalom speciale (17º) e prese per l'ultima volta il via il 22 gennaio 2011 a Oberjoch in nella medesima specialità, senza completare la prova. Si ritirò al termine di quella stessa stagione 2010-2011 e la sua ultima gara fu uno slalom speciale FIS disputato il 6 aprile a La Plagne, chiuso da Sorrel al 25º posto; in carriera non debuttò in Coppa del Mondo né prese parte a rassegne olimpiche o iridate.

## Palmarès

### Coppa Europa
- Miglior piazzamento in classifica generale: 145º nel 2007

### Australia New Zealand Cup
- Miglior piazzamento in classifica generale: 21º nel 2010
- 1 podio:
  - 1 secondo posto

### Campionati francesi
- 1 medaglia:
  - 1 bronzo (slalom speciale nel 2007)